# Madame êtes-vous libre ?
Madame êtes-vous libre ? est une série télévisée française  réalisée par Claude Heymann, diffusée à partir du 14 mars 1971 sur la deuxième chaîne de l'ORTF et à partir du 13 janvier 1972 à la RTB - télévision belge francophone. 
Synopsis :
Yvette Frémont quitte sa province pour Paris où elle remplace son père chauffeur de taxi qui vient d'être victime d'une agression.  C'est là qu'elle découvre "le côté sombre" avec la rivalité des chauffeurs de taxi de la capitale où elle doit apprendre à se défendre mais finit par trouver l'amour.

## Fiche technique
- Titre : Madame êtes-vous libre ?
- Réalisateur : Jean-Paul Le Chanois
- Scénario : Jean-Paul Le Chanois d'après une idée de Claude Heymann
- Photographie : Georges Lendi
- Montage : Emma Le Chanois
- Pays :  France
- Format : couleur • 1.33:1 • son : mono
- Genre : drame psychologique
- Nombre d'épisodes : 13 (1 saison)
- Durée : 30 minutes
- Date de première diffusion : 1971

## Distribution
- Denise Fabre : Yvette Frémont
- Robert Murzeau : Victor Frémont
- Yves Magnien : Claude
- Pierre Risch : Monsieur Rémy
- Jeanne Aubert : Madame Rémy
- Yves Vincent : le patron
- Roland Lesaffre : "Casanova"
- Coluche : Georges
- Nicole Garcia : Monique
- Jean Claudio : Raymond
- Jacques Astoux : Jean
- Jacques Berthier : Philippe
- Karyn Balm : Gigi
- Maryse Martin : la voisine
- Annie Monnier : la mère
- Dora Doll : Maïté